# Довмонт
Довмо́нт (лит. Daumantas, біл. Даўмонт; † бл. 1285) — великий князь Литовський, який правив між 1282 та 1285 роками.

## Біографія
Згідно з легендарною частиною другої та третьої редакцій білорусько-литовських літописів, Довмонт був одним із синів литовського князя Романа «Вовка». Хроніка Биховця зазначає, що після смерті батька Довмонт прийняв Утенський уділ. Про ранню діяльність відомо мало. По відомостям із джерел, коли його старший брат князь Наримунт прислав Довмонту свою дружину, той насильно з тією одружився. Це посіяло ворожнечу між братами: Наримунт з братами Тройденом, Гольшою та Гедрусом організували коаліцію проти Довмонта і обложили його в Утенах.
«Хроніка Биховця» та «Хроніка литовська і жемайтійська» говорять, що із Утен Довмонт тікав до Пскову, таким чином ідентифікуючи його з Довмонтом Псковським, але надалі джерела говорить про вбивство князя Довмонта 1285 року, Довмонт же Псковський помер біля 1299 року, таким чином князів з ім'ям Довмонт в Литві було двоє.
Незабаром після того, як Тройден став Великим князем, Довмонт разом з Довмонтом Псковським захоплюють Полоцьк. Далі Довмонт замислює повалити свого брата Тройдена і сісти на литовський трон. Скориставшись тим, що помирають брати Тройдена, відповідно, Гольша та Гедрус, Довмонт підсилає до Тройдена шістьох убивць, які розправляються з великим князем.

## Князювання
Про князювання Довмонта в Литві відомо мало. Згадується про його похід на Твер у 1285 році, коли князь атакував волость Олешню. Однак проти Довмонта зібралась коаліція з Москви, Твері, Торжка, Зубчева та інших міст. Війська князя Довмонта були розбиті.
Тим часом проти Довмонта в Литві сформувалася коаліція на чолі з князем Римантом, сином Тройдена, який у той час був у монастирі. Римант, що навчався свого часу у галицького короля Лева I Даниловича, зібрав війська й убив князя Довмонта. Припускають, що після смерті Довмонта владу було передано (самим Римантом) князю Бутигейду.